# Steve Mason (DJ)
Steve Mason (* 27. April 1961 in Winnipeg, Kanada) ist ein britischer DJ. Er war einer der Wegbereiter der Technomusik im Radio.

## Beruflicher Werdegang
Steve Mason entschloss sich nach eigenen Angaben aufgrund der Sendungen des Radio-DJs John Peel dazu, beim Radio zu arbeiten. Er war zunächst als Monteur von Radiostudios tätig. Im Jahr 1983 arbeitete er für neun Monate für einen Piratensender namens Voice of Peace in Israel, welcher sich auf einem Schiff befand. Anschließend war er für den britischen Soldatensender BFBS auf Zypern tätig, für den er ab 1984 neben seiner Arbeit als Techniker eine Sendung mit dem Namen „The Steve Mason Experience“ moderierte. Hier spielte er zunächst vor allem Reggae, Blues und Rock und war später ausschließlich als DJ tätig. In dieser Funktion begann er, sich für die Richtungen Dance und Rave zu interessieren und diese verstärkt in seiner Sendung zu spielen. Als dies auf positive Reaktionen stieß, richtete er seine Sendung entsprechend aus und gab ihr das Profil, das sie in den Jahren zwischen 1991 und 2001 prägte.
Da man den Sender des britischen Militärs in verschiedenen Ländern empfangen kann, erfreute sich die Sendung in der Szene großer Beliebtheit. Besonders in Deutschland, vor allem in Nordrhein-Westfalen, hatte Mason eine große Anzahl von Anhängern. 1996 konstatierte Raveline, dass die wöchentliche Ausstrahlung der Steve Mason Experience „für tausende von Techno-Kids ein fester Termin im Kalender“ geworden sei.
1992 begann Steve Mason auch als DJ in Clubs aufzutreten, nachdem er von einem deutschen Veranstalter kontaktiert worden war, und wurde bald durch Yener Kisla vom Warehouse in Köln als Manager vertreten. 1996 berichtete Raveline, er verbringe "nahezu jedes Wochenende hinter den Decks deutscher Clubs. Zwar gab es auch schon Gastspiele in Moskau, Bukarest und Luxemburg und immerhin auch vereinzelte Gigs in England, aber seine hartgesottenen Fans sitzen hier."
Im Januar 2001 wurde die Sendung bei BFBS aus dem Programm genommen, da der Sender sich mehr dem kommerziellen Mainstream zuwendete. Mason trat weiterhin in diversen Clubs auf.
Zum Jahresende gab es in der Radiosendung The Steve Mason Experience stets eine Spezialausgabe mit dem Titel Experience Top 20, bei der die Zuhörer die Auswahl der besten Titel mitbestimmen konnten. Weiterhin gab es mehrmals Spezialsendungen mit MC Mystic Man, welcher sich mit Rap- und Gesangseinlagen beteiligte.
Kreativ waren die diversen Jingles, die Steve Mason speziell für seine Radiosendungen produziert hatte, wie zum Beispiel eine computerisierte Frauenstimme, welche sagte „I've got nothing on, except BFBS!“. Der bekannteste Jingle begann mit „This is the voice of Experience...“ Dieser wurde unter anderem auch am Anfang von Masons Auftritt auf der Mayday Rave Olympia 1994 gespielt.
Die in London produzierten Radiosendungen wurden in den frühen 1990er Jahren in Mono zu BFBS Germany übertragen (im Gegensatz zu den im Kölner Studio produzierten). Steve Mason bekam zu jener Zeit deswegen oft Zuschriften von Zuhörern, die sich fragten, warum seine Sendung nicht in Stereo zu empfangen sei. Viele Techno-Fans nahmen die Sendung auf Musikkassetten auf. Mitschnitte werden teilweise im Internet zum Download angeboten.
Ab etwa 1996 wurde The Steve Mason Experience auch in Berlin vom Sender Kiss FM ausgestrahlt, nachdem BFBS dort aufgrund des Abzugs der Alliierten seine Sendetätigkeit einstellte.
Im Raveline-Magazin hatte er für einige Zeit eine eigene Kolumne.
Mason veröffentlichte ein Album sowie diverse EPs und Singles. Gemeinsam mit Jens Mahlstedt veröffentlichte er als 2 Bald Men. Mit Peter Hantke veröffentlichte er unter den Projektnamen Experience Movement und The Swarm.
Nach der Einstellung seiner Radiosendung und der späteren Trennung von seiner Frau entschloss sich Mason dazu, Lehrer für angewandtes Design zu werden, trat aber weiterhin als DJ auf. Ungefähr zwischen 2008 und 2018 war Mason Lehrer für Design und Technik am Ringmer Community College in Lewes (East Sussex, Großbritannien).

## Privates
Steve Mason war seit 1994 verheiratet und trennte sich später von seiner Frau, mit der er mehrere Kinder hat. Nachdem er seinen Beruf als Lehrer 2018 aufgegeben hatte, erwarb Mason eine alte Immobilie, um sie Instand zu setzen.

## Fernsehauftritte
- „Feuerreiter“ (ORB / NDR 1994), moderiert von Marusha (Spezialsendung über die Mayday „Rave Olympia“, welche im Frühjahr 1994 in der Dortmunder Westfalenhalle stattfand. Steve Mason war als DJ vertreten und war somit einer der DJs, welche im Feuerreiter-Mayday-Special vorgestellt wurden.)
- „Housefrau“ (VIVA, 1994), moderiert von Mate Galic (In dieser Sendung gab es ein kurzes Interview mit Steve Mason und P.E.T.E. von Experience Movement. Außerdem wurde das Video seines Songs „Gabriel’s Party“ gespielt.)

## Diskographie (Auswahl)

### Studio-Album
- 1996: Steve Mason – Conception Vessel One (Experience Grooves)

### DJ-Mixe
- 1995: Steve Mason – In The Mix (EMI Electrola)
- 1996: Steve Mason – In The Mix Volume 2 - The Colours Of Sound Album (EMI Electrola)
- 1997: Steve Mason – In The Mix Volume 3 (Experience Grooves)
- 1998: Steve Mason – In The Mix Volume 4 (Experience Grooves)
- 1999: Steve Mason – In The Mix Volume 5 (Experience Grooves)
- 2000: Steve Mason – In The Mix Volume 6 (Experience Grooves)

### Singles & EPs
- 1995: Steve Mason & Tony Crooks – Shallow Grave (Rain Forest Records)
- 1995: Steve Mason – Heaven Rushing Out (Experience Grooves)
- 1996: Steve Mason – Conception Vessel (Experience Grooves)
- 1996: Steve Mason – What Do You Do For Fun? (Experience Grooves)
- 1996: The Meridian – Yello Ombré (Experience Groove)
- 1996: Sly Fidelity – California Dreams (Download)
- 1997: Steve Mason – Acufunk Remixes (Experience Grooves)
- 1997: Steve Mason – Algo Rhythm (Experience Grooves)
- 1998: Steve Mason – The Conqueror EP (Experience 2000)
- 1998: Steve Mason – Look In Your Eyes (Experience Grooves)
- 1998: The Meridian – Socialism (Experience Groove)
- 1998: The Venerable Bead – Rubber Band (Experience 2000)
- 1999: Steve Mason – Feel The Vibe (Experience 2000)
- 2000: Steve Mason – Bikini Red (Experience 2000)
- 2000: Steve Mason – Run Away Home (Experience 2000)
- 2001: Steve Mason – Big Bottom (Experience 2000)
- 2001: Steve Mason – Matter Horn (Experience 2000)
- 2001: Steve Mason – Everything Possible (Experience 2000)
- 2001: Steve Mason – Funky Skunky / Malawi Wowie (Experience 2000)
- 2002: Steve Mason – Long, Hard Pull / Tribal Function (Experience 2000)
- 2003: Sly Fidelity feat. Big D – Skin & Bone (Thursday Club Recordings)
- 2005: Sly Fidelity – Wild, Wild, Child (Marine Parade)